# Festival de Tierra Amarilla 2014
I Festival de Tierra Amarilla Jordi Castell y Claudia Conserva fueron los anfitriones del festival que llega por primera vez a la pantalla de TVN. Fue realizado en el estadio Eladio Rojas de la comuna Tierra Amarilla, en la Región de Atacama, Chile, emitido entre el 10 de enero de 2014 y el 11 de enero de 2014. La transmisión y producción del evento fue realizada por TVN.

## Escenario
El evento ha sido calificado como un “Festival del Sol y de la Tierra”, características intrínsecas de esa localidad nortina, ubicada a 15 kilómetros de Copiapó: Un sol que hace crecer los viñedos, y una tierra fértil en riquezas minerales. Artistas como Pedro Fernández, Américo, Noche de Brujas, Miranda!, más los cómicos Zip Zup y los Fantásticos del Humor, conformaron la primera versión del Festival de Tierra Amarilla.

## Programación

### Día 1: Viernes 10 (noche inaugural)
- Pedro Fernández
- Zip Zup
- Noche de Brujas

### Día 2: Sábado 11 (noche de clausura)
- Américo
- Los Fantásticos del Humor
- Miranda!

## Audiencia
| 1 | Viernes | 10 de enero | 22:16 - 01:41 | 18,5 | Primero | [ 2 ] |
| 2 | Sábado  | 11 de enero | 22:15 - 01:45 | 15,1 | Primero | [ 3 ] |